# Antonín Mrkos

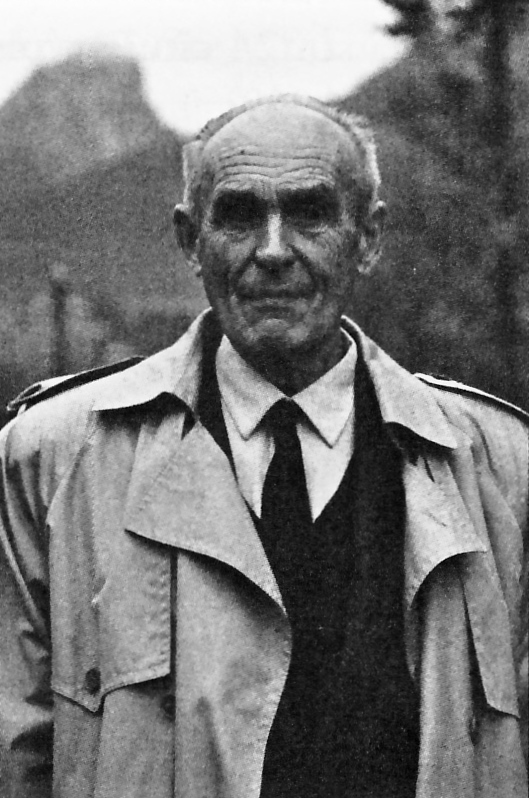
Antonín Mrkos

Antonín Mrkos (* 27. Januar 1918 in Střemchoví; † 29. Mai 1996 in Prag) war ein tschechischer Astronom.

## Leben
Nach dem Besuch der Schule in Dolní Loučky und des Gymnasiums in Tišnov absolvierte Mrkos eine Ausbildung am kirchlichen Pädagogium Svatý Jan pod Skalou. Während seines Studiums zum Lehramt besuchte Mrkos häufig das Štefánik-Observatorium und erlernte dort auch das Schleifen gläserner Linsen. Nach Beendigung des Studiums wirkte Mrkos als Lehrer in Nové Město na Moravě, Skryje und Žďárec. Mrkos gab nach dem Zweiten Weltkrieg den Lehrerberuf auf und arbeitete am Observatorium Skalnaté Pleso. Auf Einladung sowjetischer Wissenschaftler nahm Mrkos in den 1950er Jahren an einer erfolgreichen anderthalbjährigen Expedition in die Antarktis teil und studierte dort u. a. Polarlichter. Danach erhielt er die Einladung zu einer weiteren Expedition. Mrkos war zu dieser Zeit auch Mitglied der Bergwacht am Lomnický štít und rettete etwa 100 Personen aus Notlagen.
Im Jahre 1965 übernahm Mrkos die Sternwarte auf dem Kleť und ließ sie u. a. durch den Einbau von Maksutov-Teleskopen zu einem namhaften Observatorium ausbauen. Mrkos war zudem Dozent an den mathematisch-physikalischen Lehrstühlen der Universitäten Prag und České Budějovice.
Er entdeckte 13 Kometen, darunter 18P/Perrine-Mrkos, 124P/Mrkos und C/1957 P1, sowie 60 Asteroiden und 275 weitere Objekte. Zu den von Mrkos entdeckten Asteroiden gehören zum Beispiel (2199) Klet, (2304) Slavia, (2325) Chernykh, (2367) Praha, (2403) Šumava, (2404) Antarctica, (2552) Remek, (2559) Svoboda, (2747) Český Krumlov und (2811) Střemchoví.
Der Asteroid (1832) Mrkos ist nach ihm benannt.